# بيبيه بويل
بيبيه بويل (بالإنجليزية: Bebe Buell)‏ هي مغنية وعارضة وملحنة ومغنية مؤلفة وممثلة أمريكية، ولدت في 14 يوليو 1953 في بورتسموث في الولايات المتحدة. من الجوائز التي نالتها بلاي بوي بلاي ميت سنة 1974.

## جوائز
- بلاي بوي بلاي ميت (1974)

## وصلات خارجية
- الموقع الرسمي
- بيبيه بويل على موقع IMDb (الإنجليزية)
- بيبيه بويل على موقع ميوزك برينز (الإنجليزية)
- بيبيه بويل على موقع إن إن دي بي (الإنجليزية)
- بيبيه بويل على موقع ديسكوغز (الإنجليزية)